# Vercetti Regular (tipo de letra)
Vercetti Regular, también conocida como Vercetti, es una tipografía sans-serif gratuita (software gratis). Puede ser utilizada para proyectos comerciales y personales.Estuvo disponible en 2022 bajo la licencia Licence Amicale, que permite a las personas compartir los archivos de la fuente con amigos y colegas.
Tipo de letra Vercetti Regular (AFI /vərˈʧɛti ˈrɛɡjʊlər/) fue inspirada por elementos de diseño humanísticos y geométricos. Al crear Vercetti, los diseñadores utilizaron principios de una fuente de código abierto anterior llamada MgOpen Moderna.

## Soporte Unicode
La fuente tiene 326 glifos, incluyendo números, símbolos, signos de puntuación de texto y acentos diacríticos. Esto significa que puede ser utilizada para todos los idiomas de Europa que utilizan el alfabeto latino. La descarga está disponible en los siguientes formatos de archivo: OTF, TTF, WOFF, WOFF2.

## Premios
Vercetti Regular recibió un Award of Excellence en el 13.º Concurso Anual de Tipografía, organizado por la revista estadounidense Communication Arts.
También obtuvo premios en los DNA Paris Design Awards 2023 y los Graphis Design Awards 2024. Además, el sitio web Awwwards incluyó a Vercetti en su lista de las 100 mejores fuentes gratuitas de 2022.